# 小沢直平
小沢 直平（おざわ なおへい、1943年8月4日 - ）は、日本の俳優。大判社所属。
本名、旧芸名：小沢 直好。別名：おざわ なおへい。
身長168.5cm。体重60kg。血液型O型。

## 来歴
東京都杉並区出身。東京都立豊多摩高等学校、山野美容専門学校卒。
1956年3月、劇団ひまわりに入団し、1964年10月に退団。その後は日芸企画に所属していた。現在は東京吉祥寺で剪画教室を経営。
美容師免許取得。趣味は絵画、版画。特技は剪画、落語。

## 出演作品

### 映画
- 三つ首塔（1956年）※デビュー作[2]
- 鷹狩と小熊哀話（1957年） - 金ちゃん
- デン助の やりくり親父（1959年） - 金太郎
- 素っ裸の年令（1959年） - バッタ
- 無言の乱斗（1959年） - 山本鉄男
- やくざ先生（1960年）
- 情熱の花（1960年） - 春次
- くたばれ愚連隊（1960年） - 竹念
- 青い芽の素顔（1961年） - 丙
- 喜劇 駅前団地（1961年） - 一郎の友人
- 明日が私に微笑みかける（1961年） - 春山三吉
- 草を刈る娘（1961年） - 光夫
- 百万弗を叩き出せ（1961年） - 石川正夫
- 江梨子（1962年）
- 社長シリーズ（1962年） - 東海林平二
  - 社長洋行記
  - 続・社長洋行記
- 英語に弱い男 東は東西は西（1962年） - 安太
- 車掌物語 旅は道づれ（1962年） - 駅員
- 暗黒街の牙（1962年） - ペイ中の若い男
- 俺の背中に陽が当る（1963年） - 俊夫
- 交換日記（1963年） - 村瀬
- エデンの海（1963年） - 藤村
- 波浮の港（1963年） - 隆次
- 千曲川絶唱（1967年） - 本屋の店員
- 禁断の果実（1968年）
- 走れ!コウタロー 喜劇・男だから泣くサ（1971年） - ムツゴロー
- 喜劇 泥棒大家族 天下を盗る（1972年） - 三吉
- 卒業旅行 Little Adventurer（1973年） - 五郎
- 白熱デッドヒート（1977年） - 配送係の男

### テレビドラマ
- いつか青空（1964年）
- いまに見ておれ（1964年）
- 快獣ブースカ
  - 第6話「野球珍騒動」（1966年） - トラック運転手（加藤商店）
  - 第13話「マッハ・ブースカ号」（1967年） - メチャ太郎の兄
- コメットさん
  - 第3話「ボクは球拾い」（1967年） - 酒屋の小僧
  - 第64話「危機一髪Uターン」（1968年） - ジロー
- ウルトラシリーズ
  - ウルトラマン 第36話「射つな! アラシ」（1967年） - 児童会館職員
  - ウルトラセブン 第24話「北へ還れ!」（1968年） - 北極圏パトロール機隊員（地球防衛軍）
  - ウルトラマンA 第36話「この超獣10,000ホーン?」（1972年） - 俊平（暴走族リーダー）
- 渥美清の泣いてたまるか 第80話「男はつらい」（1968年）
- 若い川の流れ（1968年10月〜1969年1月、日本テレビ） - 康夫（坂本商店店員）
- 青空にとび出せ! 第19話「ロミオとジュリエットは縞の服」（1969年）
- 新平四郎危機一発 第12話「皆殺しのバラード」（1969年）
- 恋愛術入門 第1話「手も足もでない恋」（1970年、TBS） -　京子の友人
- 気になる嫁さん
  - 第1話「愛さなくテワ」（1971年）
  - 第19話「しょっぱい渡世」（1972年）
- パパと呼ばないで（1972年）
- 太陽にほえろ!
  - 第30話「また若者が死んだ」（1973年）
  - 第61話「別れは白いハンカチで」（1973年）
  - 第109話「俺の血をとれ!」（1974年）
  - 第178話「リスと刑事」（1975年）
- 剣客商売 第2話「女武芸者」（1973年）
- 雑居時代（1973年） - 孝夫 ※準レギュラー
- 放浪記 第23話（1974年）
- 夏の家族
  - 第2話（1974年）
  - 第10話（1974年）
  - 第12話（1974年）
- 大江戸捜査網 第3シリーズ
  - 第37話「切腹はご免だ!」（1974年） - 神崎新八郎
  - 第291話「連発銃が呼ぶ母の面影」（1979年） - 伊助
- 破れ傘刀舟 悪人狩り 第1話「闇に光る眼」（1974年）
- 水もれ甲介 第20話「あこがれの学生生活」（1975年） - 魚屋
- 水戸黄門（第6部） 第4話「わしは天下の大泥棒」（1975年） - 作太郎
- 俺たちの勲章 第11話「鞄を持った女」（1975年）  - 富岡康造
- 俺たちの旅 第14話「馬鹿がひとりで死んだのです」（1976年）
- マチャアキの森の石松 第21話（1976年）
- 水戸黄門（第7部） 第12話「忘れてしまった仇討ち」（1976年） - 与平
- 愛が見えますか…（1976年）
- 伝七捕物帳 第143話「冥土からきた男」（1977年、NTV）- 長吉
- 白衣の姉妹（1978年）
- 新五捕物帳 第29話「物言えば唇寒し……」（1978年）
- うちの弁護士は手がかかる 第8話（2023年12月1日、フジテレビ） - 佐野将太郞[3]
- 誘拐の日 第3話（2025年7月22日、テレビ朝日） - ホームレス[4]

### バラエティ
- クイズ!脳ベルSHOW（2021年2月8日・9日、BSフジ） - ゲスト